# Dänische Badmintonmeisterschaft 1954
Die Dänische Badmintonmeisterschaft 1954 fand in Kopenhagen statt. Es war die 24. Austragung der nationalen Titelkämpfe im Badminton in Dänemark.

## Titelträger
| Disziplin    | Sieger                                               |
| ------------ | ---------------------------------------------------- |
| Herreneinzel | Jørn Skaarup, Københavns BK                          |
| Dameneinzel  | Aase Schiøtt Jacobsen, Gentofte BK                   |
| Herrendoppel | Poul Holm Ole Jensen, Gentofte BK                    |
| Damendoppel  | Agnete Friis Birgit Schultz-Pedersen, Gentofte BK    |
| Mixed        | Finn Kobberø Inge Birgit Anker Hansen, Københavns BK |